# Japonvar
Japonvar é um município brasileiro do estado de Minas Gerais.

## História
Por meio da lei estadual nº 12.030, de 21 de dezembro de 1995, Japonvar foi emancipado de Brasília de Minas. O município foi instalado no dia 1 de janeiro de 1996.

## Geografia
Sua população estimada em 2018 era de 8 556 habitantes. O nome Japonvar se origina do fato de a localidade ter surgido como um simples entroncamento de três estradas rústicas que levavam, respectivamente, a Januária, São João da Ponte e Varzelândia.